# Фосслер, Карл
Карл Фосслер (нем. Karl Vossler, 6 сентября 1872, Хоэнхайм, близ Штутгарта — 19 сентября 1949, Мюнхен) — немецкий лингвист, литературовед и философ. Основатель собственной лингвистической школы — т. н. «школы Фосслера», крупнейшим представителем которой, кроме него, был Лео Шпитцер. Одним из учеников Фосслера был Виктор Клемперер, знаменитый своим исследованием языка Третьего рейха «LTI».
По основной специальности Фосслер (как и большинство его учеников) был романистом. Один из крупнейших немецких довоенных филологов в этой области, Фосслер создал двухтомное исследование «Божественной комедии» Данте и полный её перевод белым стихом, над которым работал всю жизнь; исследовал творчество французских и итальянских писателей.
По своим философским взглядам оппонент позитивизма и идеалист, последователь немецкой «философии жизни» и Бенедетто Кроче, Фосслер был и в лингвистике сторонником исследования индивидуального «стиля» писателя и коллективного «духа» языка, критиковал стремление нарождающегося структурализма ограничиться изучением абстрактных языковых систем. Разрабатывал стилистику. Во многом лингвистическая концепция Фосслера (языка как energeia) восходит к В. фон Гумбольдту.
Лингвистическая школа Фосслера не получила признания современников, которые (в частности, Н. С. Трубецкой, Г. О. Винокур, Л. Блумфилд) критиковали её за «нелингвистичность» (постоянный выход на литературоведческие и философские проблемы). Исключением был российский «круг Бахтина» (М. М. Бахтин и В. Н. Волошинов), авторы которого относились к Фосслеру с почтением как к крупнейшему, с их точки зрения, представителю европейской лингвистики, предлагающей «субъективистскую» альтернативу «абстрактному объективизму» Соссюра и младограмматиков. В стилистике Бахтин был последователем Фосслера (а его оппонент В. В. Виноградов следовал за Шарлем Балли, представителем критикуемой Фосслером Женевской школы).

## Работы
- Positivismus und Idealismus in der Sprachwissenschaft, 1904 («Позитивизм и идеализм в языкознании»)
- Sprache als Schopfung und Entwicklung, 1905; («Язык как создание и развитие»)
- Frankreichs Kultur und Sprache, 1929 («Культура и язык Франции»)